# Mary Davis
Mary Davis (ur. 6 sierpnia 1954 w m. Swinford) – irlandzka działaczka społeczna i polityk, aktywistka ruchu Olimpiady Specjalne, kandydatka w wyborach prezydenckich w 2011.

## Życiorys
Z wykształcenia nauczycielka wychowania fizycznego, kształciła się na Leeds Trinity University, a następnie na Uniwersytecie Alberty. Pracowała jako koordynatorka do spraw wychowania fizycznego w St Michael’s House w Dublinie, organizacji zajmującej się osobami z trudnościami w uczeniu się.
W latach 80. związała się z ruchem Olimpiady Specjalne, wspierającym osoby z niepełnosprawnością intelektualną poprzez zapewnienie im udziału we współzawodnictwie sportowym. Została dyrektorem irlandzkiego oddziału tej organizacji, przez osiem lat zarządzała oddziałem ruchu na Europę i Azję. Rozpoznawalność przyniosła jej funkcja dyrektora wykonawczego Światowych Letnich Igrzysk Olimpiad Specjalnych 2003 w Dublinie – pierwszy letnich zawodów odbywających się poza Stanami Zjednoczonymi. Od 2015 była pełniącą obowiązki, a w 2016 została nominowana na stanowisko dyrektora wykonawczego Olimpiad Specjalnych.
Należała do założycieli Social Entrepreneurs Ireland, organizacji irlandzkich przedsiębiorców społecznych. Powoływana w skład rad różnych instytucji, takich jak Irish Sports Council, Broadcasting Commission of Ireland czy Dublin Airport Authority. W 2004 Mary McAleese mianowała ją w skład Rady Państwa, organu doradczego przy irlandzkim prezydencie. Zasiadała w niej do końca kadencji tej prezydent w 2011.
W 2011 była niezależną kandydatką na urząd prezydenta, otrzymała 2,75% głosów preferencyjnych.
Wyróżniona m.in. irlandzką nagrodą „Person of the Year Award 2003”, a także doktoratami honoris causa przyznanymi przez University of Limerick, Dublin City University i National University of Ireland.

## Życie prywatne
Zamężna z Julianem Davisem, ma dwóch synów i dwie córki.